# Bèlregard
Bèlregard (en francès Beauregard) és un municipi francès situat al departament de l'Òlt i a la regió d'Occitània.

## Demografia
| 1962                                       | 1968 | 1975 | 1982 | 1990 | 1999 | 2007 |
| ------------------------------------------ | ---- | ---- | ---- | ---- | ---- | ---- |
| 209                                        | 217  | 177  | 167  | 184  | 188  | 239  |
| Des de 1962: població sense dobles comptes |      |      |      |      |      |      |

## Administració
| Període   | Identitat         | Partit        |
| --------- | ----------------- | ------------- |
| 1983-2001 | Robert Pons       | Divers gauche |
| 2001-     | Jacques Mercadier | Divers gauche |